# Mahogany Soul
Mahogany Soul è il secondo album in studio della cantante statunitense Angie Stone, pubblicato nel 2001.

## Tracce
1. Soul Insurance – 5:00
2. Brotha – 4:28
3. Pissed Off – 4:41
4. More Than a Woman (con Calvin Richardson) – 4:53
5. Snowflakes – 3:49
6. Wish I Didn't Miss You – 4:30
7. Easier Said Than Done – 3:56
8. Bottles & Cans – 3:54
9. The Ingredients of Love (con Musiq Soulchild) – 3:56
10. What U Dyin' For – 5:26
11. Makings of You (Interlude) – 2:30
12. Mad Issues – 4:49
13. If It Wasn't – 4:22
14. 20 Dollars – 4:42
15. Life Goes On – 3:57
16. The Heat (Outro) – 1:54
17. Brotha Part II (featuring Alicia Keys & Eve) – 3:47
18. Time of the Month – 4:09